# Karl Dove
Karl Dove (* 12. November 1863 in Tübingen; † 30. Juli 1922 in Jena) war ein deutscher Geograph, Meteorologe und Afrikaforscher.

## Leben
Karl Dove war der Sohn des Kirchenrechtslehrers Richard Wilhelm Dove und Enkel des Physikers und Meteorologen Heinrich Wilhelm Dove. Karl Dove trat bald in die Fußstapfen seines Großvaters und studierte ab 1883 an der Universität Göttingen und der Albert-Ludwigs-Universität Freiburg Geographie, Physik und Volkswirtschaft. 1888 promovierte er in Göttingen zum Dr. phil. über Das Klima des außertropischen Südafrika. 1890 habilitierte er an der Humboldt-Universität zu Berlin in Geographie und Klimatologie und lehrte als Privatdozent koloniale Landeskunde am Seminar für Orientalische Sprachen.
Im Auftrag der Deutschen Kolonialgesellschaft (DKG) unternahm er zwischen 1892 und 1893 meteorologische und wirtschaftsgeographische Studien, vor allem in Deutsch-Südwestafrika. Er besuchte auf seiner Heimreise Deutsch-Ostafrika sowie die unter britischer Kontrolle stehenden Regionen Kapkolonie und Ägypten.
Von 1899 bis 1908 war er außerordentlicher Professor an der Universität Jena. Danach widmete er sich mehr seiner schriftstellerischen und kolonialpolitischen Tätigkeit und wirkte für das Berliner Museum für Völkerkunde, bevor er mit Beginn des Ersten Weltkriegs wieder an eine Hochschule zurückkehrte. Ab 1914 lehrte er als Privatdozent am geographischen Institut in Freiburg.
Neben seiner akademischen Tätigkeit war er im Vorstand der Deutschen Kolonialgesellschaft aktiv und zeitweilig zweiter Vorsitzender des Kolonialwirtschaftlichen Komitees (1902 umbenannt in Wirtschaftlicher Ausschuss), einer 1896 als beratende Instanz der Deutschen Kolonialgesellschaft gegründeten gemeinnützigen Organisation „zum Zweck der wirtschaftlichen Hebung der Schutzgebiete“.
In Freiburg gelang es ihm aber weder eine Professur zu erlangen noch ein Institut für Afrikanische Auslandskunde nach dem Vorbild des 1908 gegründeten Hamburgischen Kolonialinstituts zu etablieren. Mit dem Versailler Friedensvertrag musste er seine kolonial-wissenschaftlichen und -politischen Ambitionen endgültig begraben, und er gab 1921 schließlich seine Venia Legendi zurück.

## Schriften

### Als Verfasser
- Das Klima des außertropischen Südafrika. Göttingen 1888
- Kulturzonen von Nordabessinien. Petermanns Geographische Mitteilungen. Ergänzungsheft Nr. 97. Gotha 1890
- Deutsch-Südwestafrika. Ergebnisse einer Reise im südlichen Damaralande. Petermanns Geographische Mitteilungen. Ergänzungsheft Nr. 120. Gotha 1896
- Südwestafrikanische Kriegs- und Friedensbilder aus der ersten deutschen Kolonie. Berlin 1896
- Vom Kap zum Nil. Berlin 1899
- Wirtschaftliche Landeskunde der deutschen Schutzgebiete. Leipzig 1902
- Deutsch-Südwestafrika. Berlin 1903
- Die angelsächsischen Riesenreiche. 2 Bände. Jena 1906–1907
- Wirtschaftsgeographie von Afrika. Jena 1917
- Die Deutschen Kolonien, Sammlung Göschen, Leipzig 1909–1913 (Digitalisat der Staats- und Universitätsbibliothek Bremen).
  - Bd. 1: Togo und Kamerun. 1909.
  - Bd. 2: Das Südseegebiet und Kiautschou. 1911.
  - Bd. 3: Ostafrika. 1912.
  - Bd. 4: Südwestafrika. 1913.

- Allgemeine politische Geographie, Sammlung Göschen (Band Nr. 800), Berlin und Leipzig 1920
- Allgemeine Verkehrsgeographie, Sammlung Göschen (Band Nr. 834), Berlin und Leipzig 1921
- Allgemeine Wirtschaftsgeographie, Sammlung Göschen (Band Nr. 835), Berlin und Leipzig 1921 (Digitalisat).

### Als Mitverfasser
- Das Überseeische Deutschland. Die deutschen Kolonien in Wort und Bild. 2 Bände. Stuttgart/Berlin/Leipzig 1890.

### Als Mitherausgeber
- Angewandte Geographie. Hefte zur Verbreitung geographischer Kenntnisse in ihrer Beziehung zum Kultur- und Wirtschaftsleben. Schriftenreihe von 1902 bis 1921 bei wechselnden Verlagen erschienen: Gebauer-Schwetschke (Halle an der Saale), Keller (Frankfurt am Main) und Seidel (Wien).